# Българско училище „Иван Вазов“ (Лион)
Българско училище „Иван Вазов“ е училище на българската общност в Лион, Франция.
По случай Коледа, на 25 декември 2010 г. децата посещават част от българските семейства, живеещи в Лион, като „коледарчета“.

## История
Училището е основано през 2009 г., открито от Асоциация „Рон-Алп“ в Лион, с председател Христо Костов, с цел изучаване на български език. Образователният проект предвижда изучаване на география, история и ценностната система на българите. При създаването си започва работа с 18 деца. За ръководители са определени Стелиана Николова и Бойка Николова.